# Jára Cimrman

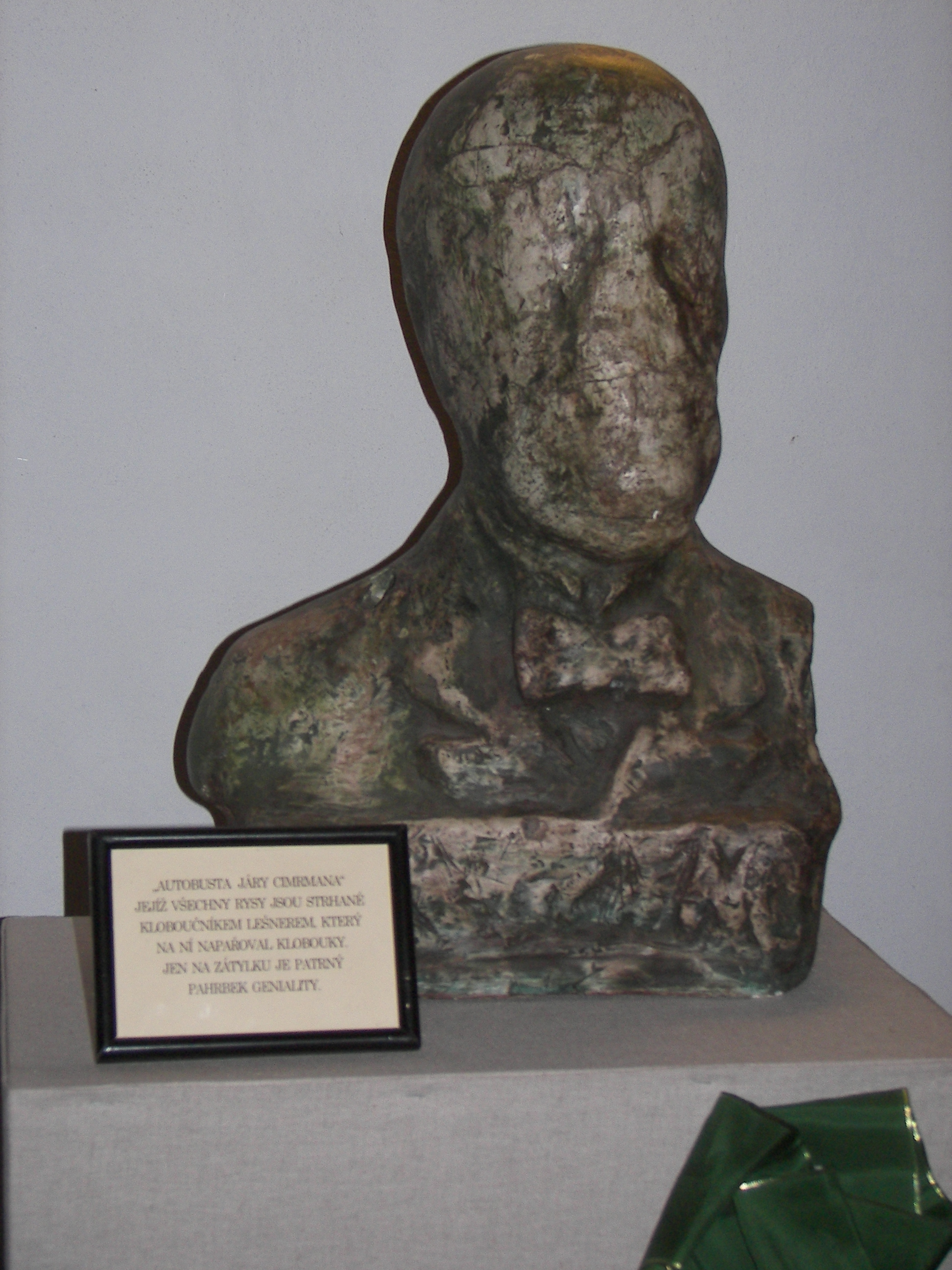
Büste Jára Cimrmans

Jára Cimrman, auch Jára da Cimrman, ist ein fiktives Universalgenie in der tschechischen Populärkultur. Die von Jiří Šebánek und Zdeněk Svěrák erschaffene Kunstfigur steht im Zentrum des Divadlo Járy Cimrmana (Jára-Cimrman-Theater), das sich seinem Leben und Werk widmet.

## Beschreibung
Die Figur tauchte das erste Mal im Jahre 1966 in einem Radioprogramm auf und entwickelte sich während des Sozialismus auch zum Objekt stillen Widerstands und zu einer Projektionsfläche für damals nicht realisierbare Möglichkeiten der freien Gestaltung des eigenen Lebens. Cimrman wurde dadurch zu einem „virtuellen“ Nationalhelden, dessen ebenfalls virtuelle Existenz von zahlreichen Personen und Medien über die Jahre durch Berichte über fiktive Ereignisse aus seinem Leben immer weitergepflegt und -entwickelt wurde.
Das Theater entstand 1966 aus einem Radioprogramm, der „Alkoholfreien Weinstube zur Spinne“ („Nealkoholická vinárna U Pavouka“, Erstsendung 23. Dezember 1966), dem ersten Stück „Akt“ folgten in den nächsten 30 Jahren 14 weitere Stücke.

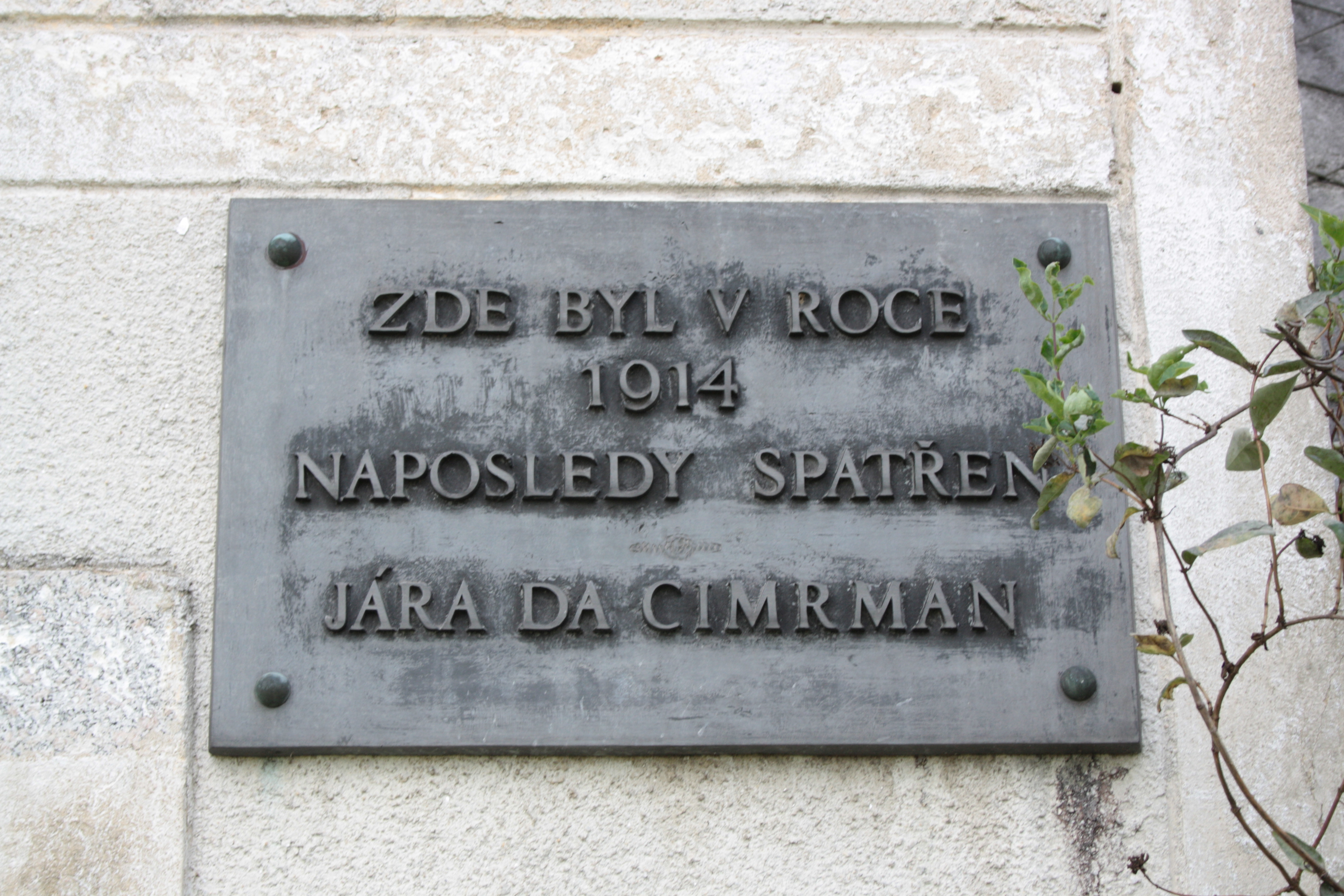
Gedenktafel am Haus Nr. 21 in Ferdinandov, wo Cimrman 1914 „letztmals gesehen wurde“

Hauptautoren und Hauptdarsteller der im Theater aufgeführten Stücke sind Zdeněk Svěrák, Ladislav Smoljak und (in den ersten Jahren) Jiří Šebánek (1930–2007). Alle Vorstellungen haben ein Thema: die Erkundung des Werks Cimrmans. Die Autoren stilisieren sich in der Rolle von Jára Cimrmans Biografen, die ihr Publikum mit den jeweiligen neuen Erkenntnissen vertraut machen. Zunächst präsentieren die „Cimrmanologen“ in jedem Stück (in einem pseudo-wissenschaftlichen „Seminarteil“) neue Funde und Entdeckungen, worauf sie im Anschluss ein Theaterstück aus der Hand des „Meisters“ aufführen.

Neben dieser typischen Form zählen zu den wichtigen Charakteristika dieses Theaters auch stark parodistische Elemente sowie der Einsatz von „Nicht-Schauspielern“ - Amateurdarstellern, die im Alltagsleben Berufe hatten und haben wie Musiker, Dolmetscher, Grafik-Designer oder Ärzte. Nachdem Miloš Forman den bisherigen Bühnenarbeiter Petr Bruckner 1969 in dem Cimrman-Stück „Hospoda na mýtince: Opereta“ auf der Bühne gesehen hatte, bezeichnete er ihn als den größten lebenden tschechischen Amateurschauspieler.
Zwischen 1967 und 2007 gab es fast 11.000 Aufführungen, dies entspricht durchschnittlich 275 Vorstellungen pro Jahr. Die Vorstellungen sind oft bis zu zwei Monate im Voraus ausverkauft. Außerdem wurden fast eine Million Schallplatten, Audiokassetten und CDs verkauft. Seit 2014 gibt es Jára-Cimrman-Aufführungen auch in englischer Sprache.

## Bedeutung

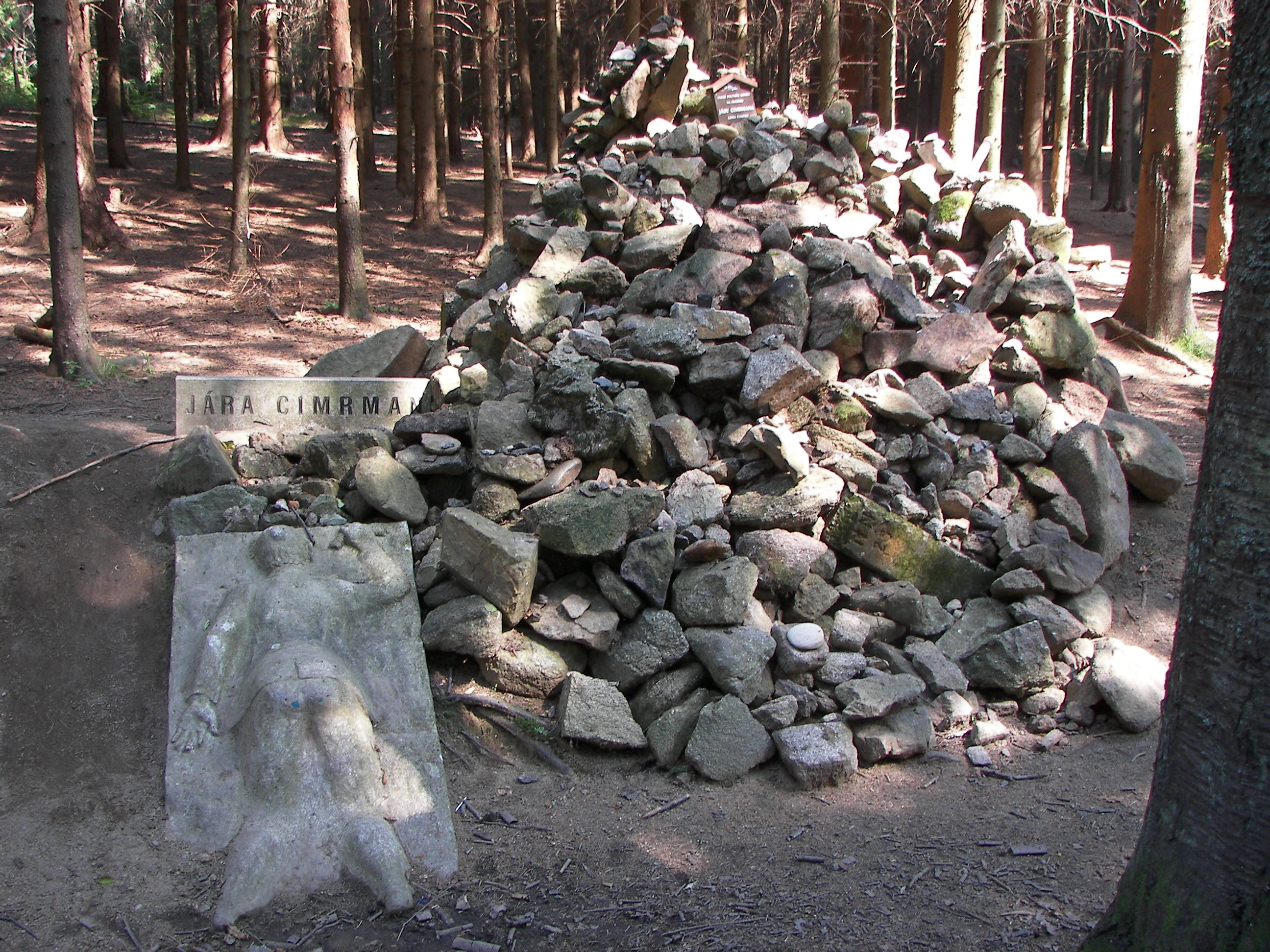
Cimrmans Denkmal bei der Zughaltestelle Kaproun, als Erinnerung an den Ausschluss des Meisters aus dem Zugverkehr

Als das Tschechische Fernsehen 2005 eine Umfrage „Der größte Tscheche“ organisierte, ging Jára Cimrman möglicherweise sogar in Führung und übertraf somit Persönlichkeiten wie den Wenzel von Böhmen, Karl IV., Jan Hus, Comenius oder Václav Havel. Er wurde aber nach einer Besprechung mit dem Lizenz-Eigentümer BBC vom Wettbewerb als fiktive Persönlichkeit ausgeschlossen, was von etlichen Tschechen als empörend empfunden wurde. Die Anzahl der für Cimrman abgegebenen Stimmen wurde nicht veröffentlicht.
Nach Jára Cimrman sind in Tschechien einige Straßen benannt. Außerdem trägt ein 1996 von dem tschechischen Astronomen Zdeněk Moravec entdeckter Asteroid den Namen (7796) Járacimrman. Der tschechische Arachnologe František Kovařík benannte 2004 in seiner Erstbeschreibung den thailändischen Skorpion Heterometrus cimrmani nach Cimrman und gab an: „Nach Jára Cimrman benannt, einem sehr bekannten tschechischen Universalgelehrten. Jára Cimrman züchtete große Heterometri aus Thailand und Malaysia und notierte, dass es zwei Arten mit unterschiedlichem Sexualdimorphismus geben müsse (Heterometrus spinifer und die hier beschriebene Art). Bedauerlicherweise hat er seine Beobachtungen nicht veröffentlicht.“
Im November 2014 hat die Česká pošta zwei Briefmarken im Rundformat mit dem Bildnis von Jára Cimrman herausgegeben, welche die Beschriftung „Eine von 136 Aussehensmöglichkeiten von Jára Cimrman, dem Erfinder der runden Briefmarke“ trugen. Es waren die ersten Briefmarken in diesem Format in Tschechien.

## Theaterstücke um Jára Cimrman
(Als Autoren sind neben Jára Cimrman auch Zdeněk Svěrák und Ladislav Smoljak genannt)
1. Akt: Rodinné drama se zpěvy a tanci (Akt: Familiendrama mit Gesang und Tanz; Premiere: 4. Oktober 1967)
2. Vyšetřování ztráty třídní knihy (Untersuchung über das Verschwinden des Klassenbuches; Premiere: 4. Oktober 1967)
3. Hospoda na mýtince (Die Gaststätte auf der Lichtung; Premiere: 17. April 1969)
4. Vražda v salonním coupé (Mord im Salon-Coupé; Premiere: 14. Mai 1970)
5. Němý Bobeš aneb Český Tarzan (Der stumme Bobeš oder der Tschechische Tarzan; Premiere: 24. November 1971)
6. Cimrman v říši hudby (Cimrman im Reich der Musik; Premiere: 3. Mai 1973)
7. Dlouhý, Široký a Krátkozraký: Pohádka, která u dětí propadla (Der Lange, der Breite und der Kurzsichtige: Ein Märchen, das bei den Kindern durchfiel; Premiere: 17. Oktober 1974)
8. Posel z Liptákova (Der Bote aus Liptákov; Premiere: 20. April 1977)
9. Lijavec: Hra s opravdovým deštěm (Der Sturzregen: Ein Stück mit echtem Regen; Premiere: 22. Januar 1982)
10. Dobytí severního pólu Čechem Karlem Němcem 5. dubna 1909 (Die Eroberung des Nordpols durch den Tschechen Karl Deutscher; Premiere: 25. Oktober 1985)
11. Blaník: Jevištní podoba historického mýtu (Blaník: Die Bühnenform des historischen Mythos; Premiere: 16. Mai 1990)
12. Záskok: Cimrmanova hra o nešťastné premiéře hry Vlasta (Die Vertretung: Cimrmans Stück über die unglückliche Premiere des Stücks Vlasta; Premiere: 27. März 1994)
13. Švestka: Jevištní sklerotikon (Der Zwetschgenbaum: Ein Bühnensklerotikon; Premiere: 14. November 1997)
14. Afrika: Češi mezi lidožravci (Afrika: Tschechen unter Menschenfressern; Premiere: 4. Oktober 2002)
15. České nebe: Cimrmanův dramatický kšaft (Der Tschechische Himmel 30. Oktober 2008)

## Film
Das Leben Jára Cimrmans wurde 1983 in der Tschechoslowakei auch verfilmt, unter dem Titel Jára Cimrman ležící, spící („Jára Cimrman liegend, schlafend“). Regie: Ladislav Smoljak, Buch: Zdeněk Svěrák und Ladislav Smoljak, mit Zdeněk Svěrák als Cimrman.